# Wirbeln
Das Wirbeln ist ein zerspanendes Fertigungsverfahren und hinsichtlich des Werkzeuges und der Kinematik (Relativbewegung zwischen Werkzeug und -stück) eine Sonderform des Profilfräsens. Gewirbelt wird mit einer Wirbelmaschine oder einer Leitspindeldrehmaschine mit Wirbelzusatzgerät.

## Verfahren
Das Verfahren dient hauptsächlich der kostengünstigeren Grobvorbearbeitung vor dem Schleifen bei rotationssymmetrischen Präzisions- bzw. Formwerkstücken, wie z. B. Kugelgewindespindeln und -muttern, Pumpenspindeln, Exzenter-, Lenk-, EPS- und Getriebeschnecken sowie Knochenschrauben und Sonderanwendungen. Als Werkzeug fungiert ein Wirbelring mit mehreren Schneiden die auf dem Umfang gleichmäßig verteilt sind. Beim Außenwirbeln werden Oberflächen auf der Außenseite der Werkstücke bearbeitet. Die Schneiden auf dem ringförmigen Werkzeug sind dann nach innen gerichtet, das Werkstück befindet sich während der Bearbeitung innerhalb des Ringes. Beim Innenwirbeln dagegen sind die Schneiden nach außen gerichtet und das Werkzeug befindet sich im Inneren eines hohlen Werkstückes.

## Varianten
Beim Wirbeln unterscheidet man die Varianten Außen- und Innenwirbeln.

### Außenwirbeln
Das Außenwirbeln unterscheidet sich im Wesentlichen vom Innenwirbeln durch die nicht nach außen, sondern nach innen gerichteten Schneiden, sodass das Außenwirbeln als ein Fräsen mit innenverzahnten Fräsern bezeichnet werden kann.

### Innenwirbeln
Beim Innenwirbeln rotiert das Werkzeug in der Bohrung des Werkstücks um die eigene Achse, bei gleichzeitiger Linearbewegung, wird so das Innenprofil erzeugt. Ansonsten unterscheidet sich das Innenwirbeln nicht vom Außenwirbeln.

## Schnittvorgang und Spanbildung
Beim Außenwirbeln rotiert das Werkzeug mit hoher Geschwindigkeit um seine eigene Achse und erzeugt dadurch die Schnittbewegung. Das Werkstück rotiert langsam um seine eigene Achse und trägt damit einen Teil zur Vorschubbewegung bei. Der andere Teil der Vorschubbewegung wird durch das Werkzeug erzeugt, das sich auch langsam in Richtung der Rotationsachse des Werkstücks bewegt. Die Rotationsachsen sind dabei versetzt, d. h. das Werkzeug rotiert um eine Achse, die außerhalb der Werkstückmitte liegt. Außerdem sind die beiden Achsen gegeneinander geneigt. Der Neigungswinkel entspricht bei der Herstellung von Gewinden oder Schnecken der Gewindesteigung.